# 國立東華大學附設實驗國民小學
國立東華大學附設實驗國民小學（英語：National Dong Hwa University Experimental Primary School），簡稱東華附小，創立於1949年，座落於臺灣花蓮縣花蓮市美崙，為全臺灣十所高等學府實驗小學之一，在初等教育具有特殊定位，其使命為「堅持教學領先、重視典範傳承、勇於創研究」。東華附小前身為臺灣省立花蓮師範學校附設小學（花師附小），為師範學生的訓練與實踐場域，隨著國立花蓮教育大學與國立東華大學合併改為現名。

## 歷史
1949年9月1日，「臺灣省立花蓮師範學校附屬小學」創校
1966年，改制為「臺灣省立花蓮師範專科學校附屬小學」
1968年，改名為「臺灣省立花蓮師範專科教育學校附屬國民小學」
1973年，改名為「臺灣省立花蓮師範專科學校附設實驗國民小學」
1987年，改制為「臺灣省立花蓮師範學院附設實驗國民小學」
1991年，改制為「國立花蓮師範學院附設實驗國民小學」
2005年，改制為「國立花蓮教育大學附設實驗國民小學」
2008年，改制為「國立東華大學附設實驗國民小學」

## 學制
國立東華大學附設實驗國民小學提供六年制國民義務小學教育，旗下附設兩年制學前教育實驗幼兒園。

## 知名校友

東華附小知名校友包括:
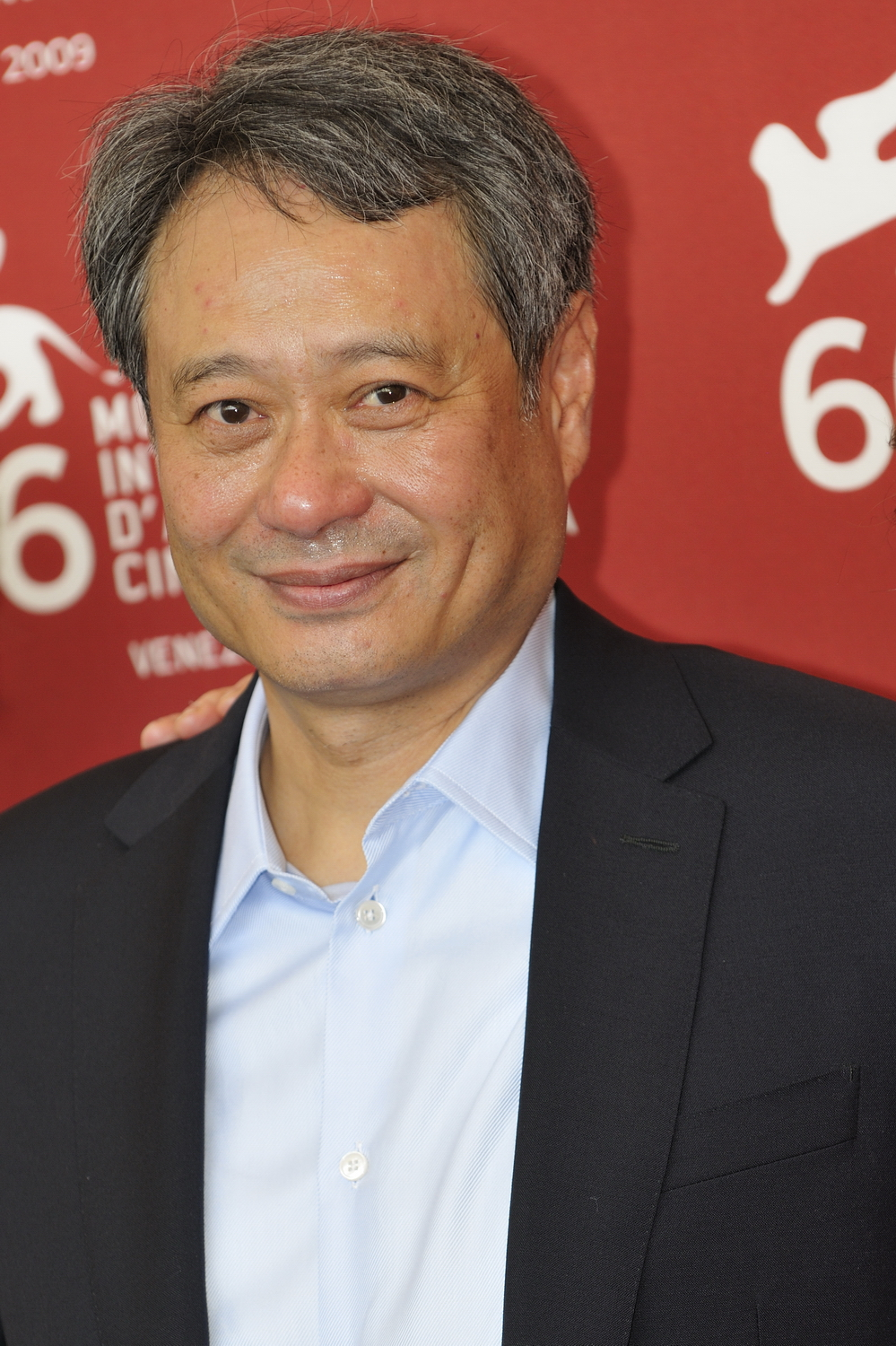
李安 奧斯卡金像獎最佳導演獎兩屆得主
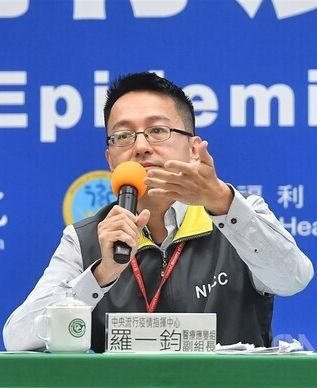
羅一鈞 衛生福利部疾病管制署副署長
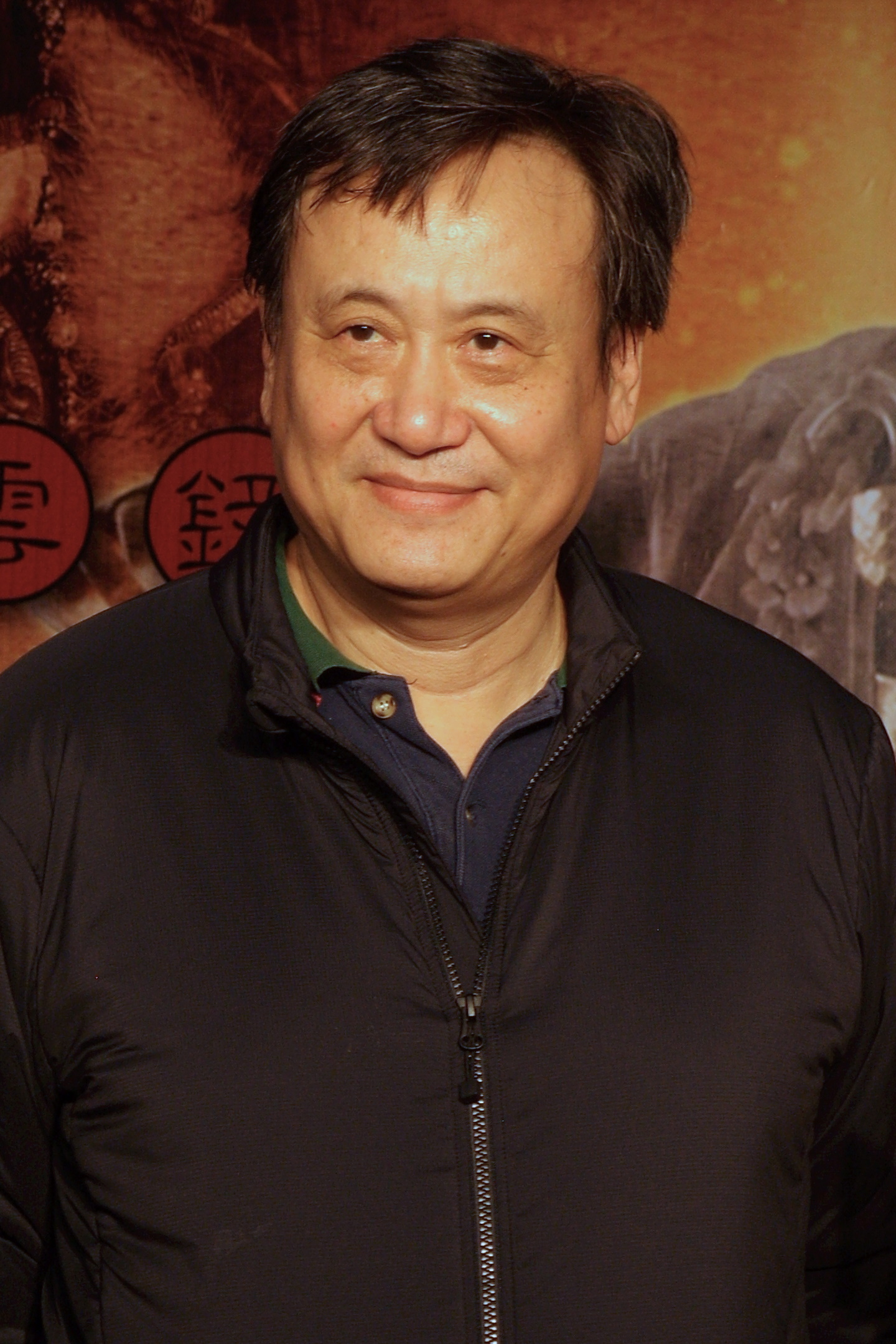
李崗 亞太影展最佳編劇得主
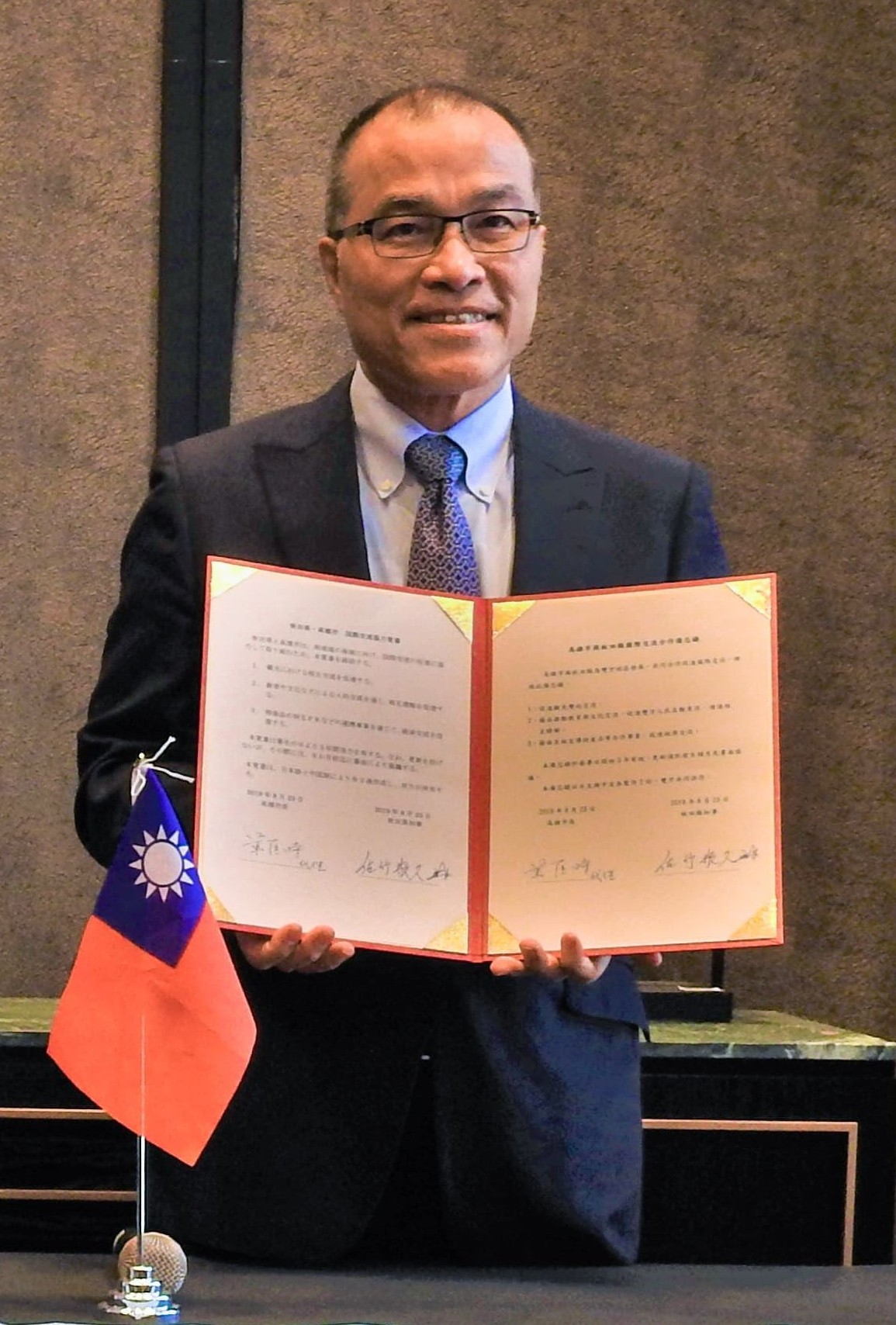
葉匡時 前中華民國交通部部長

## 外部連結
- 國立東華大學附設實驗國民小學（页面存档备份，存于）
- Google Inc.  (地图). Google Inc. 2019-12-29  [2019-12-29].
- 國立東華大學附設實驗國民小學 National Dong Hwa University Experimental Elementary School的Facebook專頁